# Модул за временно управление
Модула за временно управление (на английски: Interim Control Module, ICM) е предвиден от НАСА, като временен влекач за Международната космическа станция, в случай че модул Звезда бъде разрушен при изстрелване или не бъде изстрелян в скоро време.
Модулът би могъл да удължи живота на Заря, като произвежда еквивалентна двигателна сила, но не и да извършва другите животоподдържащи дейности.
През 1997 година НАСА възлага задачата на „Военноморската изследователска лаборатория“ за изпълнението на адаптиране на вече съществуваща ксомическа система, която да осигури двигателна мощност за МКС.
След като става ясно, че това е възможно, лабораторията получава разрешение да изгради модула за временно управление. Този модул има за цел да предостави на НАСА вратичка за започване изграждането на МКС, дори и ако Русия закъснее с изстрелването на Руския обслужващ модул.
Модулът трябва да се изстреля с космическа совалка и да бъде свързан в космоса със Заря, като се очаква да осигури гориво за 1 до 3 години.
Впоследствие модулът е анулиран, но SpaceX разглежда възможността да достави модула на станцията с ракета Фалкън-9.